# Маличина Гребля
Маличина Гре́бля —  село в Україні, у Височанській сільській громаді Ніжинського району Чернігівської області. Населення становить 185 осіб.

## Історія
Історична назва походить від прізвища Маліка, який в кінці 19 сторіччя збудував греблю на річці Доч, яка давала змогу суттєво скоротити шлях до Борзни. Біля греблі був водяний млин. Проїзд по греблі був платний. Гроші за проїзд збирали діти Григорія Маліки, які в часи жовтневого перевороту 1917 р. виїхали жити до Сибіру. Григорій Маліка доживав у селі, на сьогодні приблизно відомо де його могила.
12 червня 2020 року, відповідно до розпорядження Кабінету Міністрів України № 730-р «Про визначення адміністративних центрів та затвердження територій територіальних громад Чернігівської області», увійшло до складу Височанської сільської громади.
19 липня 2020 року, в результаті адміністративно-територіальної реформи, і ліквідації Борзнянського району, увійшло до складу новоутвореного Ніжинського району.